# خدانور لجه‌ای
خدانور لجه‌ای (لُجعی) (۱۰ مهر ۱۳۷۴ – ۱۰ مهر ۱۴۰۱) معترض ایرانی و از اهالی زاهدان بود که در جریان خیزش ۱۴۰۱ ایران پس از دستگیری توسط مأموران نظامی جمهوری اسلامی کشته شد.

## زندگی شخصی
خدانور بلوچ و سنی‌مذهب بود. او در محله شیرآباد زاهدان ساکن و حاشیه نشین بود و مدارک هویتی نداشت. خدانور هشت خواهر داشت که یکی از آن‌ها در ۲۱ سالگی به‌دنبال کشته شدن او درگذشت. او نامزد داشت و در گچ‌کاری کار می‌کرد. او یک اینفلوئنسر بود و دنبال‌کنندگان زیادی در اینستاگرام داشت. پس از کشته شدنش، ویدئوهای رقص او که پیش‌تر آنها را در حساب اینستاگرام خود منتشر کرده بود، به‌طور گسترده در رسانه‌های اجتماعی مورد توجه قرار گرفت.

## دستگیری

تصویری از خدانور در بازداشت (دستبند زده به میله پرچم و گذاشتن آب دور از دسترس جهت حسرت دادن در عین تشنگی) که در شبکه‌های اجتماعی بازتاب فراوانی داشت.

سنگ مزار خدانور (تاریخ تولد و تاریخ درگذشت یکی است)

به گفتهٔ خواهرش، خدانور به‌دلیل «بگومگو» با یک بسیجی در تیر ۱۴۰۱ بازداشت و در مهر با قرار وثیقه آزاد شد. دادستان عمومی انقلاب اسلامی زاهدان در مصاحبه با خبرگزاری فارس گفت که او «سابقه ۱۶ فقره سرقت مسلحانه داشته» است. انتشار تصویری از او در دوران بازداشت در حالی که دستانش به یک میله پرچم بسته شده و لیوانی آب در برابرش قرار داشت در شبکه‌های اجتماعی ایرانی مورد بازتاب گسترده‌ای قرار گرفت و الهام‌بخش تولید کارهای هنری همچون میلهٔ تابلوی کوچه سیاسی تهران یا پرفورمنس در ورودی دانشگاه مک‌گیل کانادا شد.

### روایت اقوام
خدانور به علت درگیری با فرزند یک بسیجی دستگیر شد و با رشوه خانوادهٔ آن بسیجی به مأموران آگاهی، توسط مأموران انتظامی از ساعت دو شب تا هفت صبح به میله پرچم بسته شد، مورد ضرب و شتم قرار گرفت و تصویر دست‌بسته او نیز برای تحقیر منتشر شد. اقوام و دوستان خدانور، با رشوه به مأموران امکان انتقال او به زندان را فراهم کردند و وی بعد از یک ماه آزاد شد.

### روایت حکومتی
به ادعای دادستان عمومی و انقلاب مرکز سیستان و بلوچستان، او «صادق کبدانی» و مشهور به «خدا نور لجه‌ای» تبعه افغانستان بود که به جرم سرقت در تیرماه ۱۴۰۱ بازداشت و در مهرماه ۱۴۰۱ با قرار وثیقه آزاد شده بود.

## کشته‌شدن
در جریان اعتراضات سراسری ۱۴۰۱، خدانور در ۹ مهر از ناحیهٔ کلیه مورد اصابت گلوله قرار گرفت و به بیمارستان تأمین اجتماعی زاهدان منتقل شد، ولی در آنجا از درمان او امتناع شد و در ۱۰ مهر و در روز تولد ۲۷ سالگی‌اش، درگذشت.
به گفتهٔ یکی از ساکنان محله که نامش فاش نشده‌است، خدانور و دوستانش هنگامی که صدای تیراندازی می‌شنوند، به مکان تیراندازی می‌روند. در همان لحظه گلوله به او اصابت می‌کند و درخواست دارد که او را به بیمارستان برسانند چرا که «مادر و خواهرم غیر من کسی را ندارند.» پس از مرگ خدانور یکی از خواهرانش دچار حمله قلبی شد و درگذشت.

### روایت حکومتی
روایت حکومتی در این زمینه چیز دیگری است. مهدی شمس‌آبادی، دادستان عمومی انقلاب اسلامی زاهدان، ۱۹ آبان‌ماه جاری در خبرگزاری فارس در خصوص خدانور لجه‌ای عنوان کرده بود: «خدانور لجه‌ای سابقه ۱۶ فقره سرقت مسلحانه داشته و دهم مهر حین یک سرقت دیگر در درگیری مسلحانه با مأموران کشته شده‌است. چگونگی کشته شدن لجه‌ای در دستگاه قضایی استان در حال بررسی است.»

## مراسم چهلم
۱۸ آبان ۱۴۰۱ و همزمان با چهلم قربانیان جمعه خونین زاهدان، مردم معترض با بستن دست خود به میله‌هایی در خیابان، تصویر شکنجه او را بازسازی کرده و به این شکل اعتراضشان را نشان دادند. در خیابان ستارخان تهران مردم شعار «کشته شده خدانور، به دست چندتا مزدور» سر دادند. دانشجویی نیز در مقابل ساختمان بسیج دانشگاه هنر تبریز با پرفورمانس اعتراضی یاد او را زنده نگه داشت.

## آثار و فعالیت‌های فرهنگی-هنری الهام‌گرفته از خدانور
تصویر منتشرشده از خدانور در بازداشت درحالی‌که دستانش به یک میله پرچم بسته شده بود و لیوانی آب در برابرش قرار داشت، در جامعه و نیز در شبکه‌های اجتماعی ایرانی مورد بازتاب گسترده‌ای قرار گرفت و الهام‌بخش تولید آثار و فعالیت‌های فرهنگی و هنری متعددی شد، از جمله:
- رقص نمادین دختری با لباس محلی بلوچ در میدان آزادی در تهران[۱۳]
- پرفورمنس اعتراضی دانشجوی دانشگاه هنر تبریز در یادبود خدانور[۱۲]
- هاشم شیرعلی، بازیکن تیم فوتسال فولاد زرند ایرانیان در روز جمعه ۲۰ آبان دوبار برای تیمش گل زد و هر بار به جای خوشحالی تصویر معروف شکنجه خدانور را بازسازی کرد. این رقابت ورزشی از رسانه‌های دولتی به شکل زنده پخش شد و این حرکت آقای شیرعلی به سرعت بازتاب ملی پیدا کرد.[۱۴]
- ایرانیان برلین در اعتراض به کشتار شهروندان در سیستان و بلوچستان در دروازه براندنبورگ این شهر تجمع کردند و یکی از حاضران با لباس بلوچی رقصی شبیه ویدیوی منتشرشده از خدانور لجه‌ای را اجرا کرد.[۱۵]
- امیرحسین الهیاری، شاعر و نمایش‌نامه‌نویس، شعری با الهام از خدانور سرود و هفدهم آبان ۱۴۰۱ آن را در صفحه اینستاگرامش هم‌رسانی کرد:[۱۶]

| تو سینه‌م هوای غروبِ یه دشته     |  | تو قلبم نوای غریبِ یه ایله    |
| سرم داره می‌چرخه و گوشم انگار   |  | پر از شیهه‌های یه اسبِ اصیله   |
| تو رگ‌های من نبضِ سُمضربه هاشُ     |  | ببین و نگو دل دلت بی‌دلیله!   |
| تمنای خاکِ بیابون تو مُشتم       |  | تو چشمام تماشای دریای نیله   |
| یه جوری گرفته ست حالم که انگار |  | تو قلبم خدانورُ بستن به میله! |

- بیست و هفتم نوامبر ۲۰۲۲ از مجسمه یخی خدانور لجه ای در روبه‌روی ساختمان هنر شیکاگو رونمایی شد.[۱۷][۱۸]
- در پانزدهم ژانویه ۲۰۲۴ نیز رپر ایرانی علی سورنا ترانه ای منتشر کرد که در آن اشاره ای به خدانور لجه ای کرد:[۱۹]<table class="" style="margin: 0 auto; | به نام دست بستگان و خشکی خطر رو پوست نازک زمین                 |
| و خون و خون که سمت قبله می‌رفت و غیر از شمشیر هیچ حادثه ای نیست |
| به نام زنجیر شکستگان و زخم هر جهش                              |
| که مثل سینه‌ام تن‌تون یه قصه بی‌مقصده                             |
| به نام تو که تشنه می‌بندنت تو استعمار و استبداد و ظلم           |">